# Olivier Assayas
Olivier Assayas (* 25. ledna 1955 Paříž, Francie) je francouzský filmový režisér, scenárista a filmový kritik. Svůj první film Désordre natočil v roce 1986. V roce 2004 režíroval jednu epizodu filmu Paříži, miluji tě. Jeho film Carlos z roku 2010 získal Zlatý glóbus za nejlepší minisérii nebo TV film.
V letech 1998–2001 byla jeho manželkou herečka Maggie Cheung a později se oženil s režisérkou Miou Hansen-Løve.

## Filmografie
- Schůzka (1985) – scénář
- Místo zločinu (1986) – scénář
- Désordre (1986) – režie, scénář
- Avril brisé (1987) – scénář
- L'Enfant de l'hiver (1989) – režie, scénář
- Filha da Mãe (1990) – scénář
- Paris s'éveille (1991) – režie, scénář
- Une nouvelle vie (1993) – režie, scénář
- Chladná voda (1994) – režie, scénář
- Irma Vep (1996) – režie, scénář
- Fin août, début septembre (1998) – režie, scénář
- Alice a Martin (1998) – scénář
- Les Destinées sentimentales (2000) – režie, scénář
- Demonlover (2002) – režie, scénář
- Život je peklo (2004) – režie, scénář
- Paříži, miluji tě (2006) – režie, scénář
- Chacun son cinéma (2007) – režie, scénář
- Vstupní brána (2007) – režie, scénář
- Letní čas (2008) – režie, scénář
- Carlos (2010) – režie, scénář
- Cosi je ve vzduchu (2012) – režie, scénář
- Sils Maria (2014) – režie, scénář
- Personal Shopper (2016) – režie, scénář
- Podle skutečné události (2017) – scénář
- Doubles vies (2018) – režie, scénář
- Wasp Network (2019) – režie, scénář